# Paz (satèl·lit)
El satèl·lit PAZ és el satèl·lit artificial radar del Programa Nacional d'Observació de la Terra per Satèl·lit (PNOTS), creat pel Ministeri de Defensa i el llavors Ministeri d'Indústria, Turisme i Comerç d'Espanya.

## El programa
El Ministeri de Defensa va encarregar a l'empresa Hisdesat començar el desenvolupament d'un sistema d'observació de la Terra amb tecnologia radar d'obertura sintètica, l'any 2007, per satisfer els requisits operatius de les Forces Armades Espanyoles respecte a les necessitats d'observació a temps complet amb molt alta resolució.
Com a conseqüència de l'anterior, Hisdesat va iniciar els treballs de desenvolupament del programa, contractant el disseny i la fabricació del satèl·lit a EADS CASA Espacio al desembre de 2007, la qual cosa va suposar una fita per a la indústria espacial espanyola en ser la primera vegada que s'assumeix el repte de construir a Espanya un satèl·lit d'aquesta grandària i complexitat.
Hisdesat és la propietària, operadora i explotadora del satèl·lit PAZ, que proporcionarà informació valuosa per a múltiples aplicacions des de la seva òrbita polar al voltant de la Terra.
EADS CASA Espacio, com a contractista principal, lidera un gran consorci format per empreses del sector espacial. A més, està desenvolupant la part frontal del radar, l'antena del qual és un dels elements més importants i innovadors i està basada en tecnologia de circuits radiadors impresos en disposició multicapes.
Hisdesat va contractar el llançament del satèl·lit amb el llançador rus Dnepr, previst inicialment per a finals de l'any 2012, però aquest llançament va sofrir diversos retards els últims van ser d'origen polític després del refredament de relacions entre Rússia i la Unió Europea per la crisi d'Ucraïna), fins que en 2016 es va decidir cancel·lar el llançament amb aquest llançador i buscar altres possibles llançadors.
L'INTA és el responsable del desenvolupament del segment terrè del programa PAZ que inclou les Estacions de Control i Seguiment, que estaran localitzades a Torrejón de Ardoz (Madrid) i Maspalomas (Gran Canària) (amb opció a usar també una estació polar) i els centres de processament i emmagatzematge de les dades, situats en les ubicacions anteriors i a la base aèria de Torrejón de Ardoz (CESAEROB).
El cost total del satèl·lit és de 160 milions d'euros, incloent 20 milions d'euros del llançament per part de SpaceX. Encara queda per resoldre la devolució de 16 milions d'euros per part de l'empresa russa Kosmotras, que culpa a Espanya del retard que va donar al trast amb el llançament.

## La missió
PAZ és el satèl·lit radar del Programa Nacional d'Observació de la Terra per Satèl·lit (PNOTS), creat pels Ministeris de Defensa i Indústria, Comerç i Turisme.
Podrà prendre imatges diürnes i nocturnes sota qualsevol condició meteorològica, gràcies al seu radar d'obertura sintètica (SAR) en banda X militar.
Les seves aplicacions són molt diverses: vigilància de la superfície terrestre, cartografia d'alta resolució, control fronterer, suport tàctic en missions a l'estranger, gestió de crisi i riscos, avaluació de catàstrofes naturals, control mediambiental, vigilància de l'entorn marítim, etc.
PAZ serà capaç d'oferir unes 100 imatges al dia, cobrint una àrea de més de 300.000 km². El satèl·lit està dissenyat per a una missió de cinc anys i mig de durada. Donada la seva òrbita quasi-polar lleugerament inclinada, PAZ cobrirà tot el globus amb un temps mitjà de revista de 24 hores. El radar està desenvolupat de manera que sigui molt flexible, amb capacitat per operar en gran nombre de configuracions que permetran escollir les prestacions de la imatge.

### Característiques de la missió

#### L'òrbita
- Heli-síncrona quasipolar a 514 km d'altura
- Node ascendent 18:00.000 h
- Cicle de repetició: 15 + 2/11

#### Precisió de la determinació orbital del satèl·lit
- Manera GPS 10 metres
- Manera GPS precís 2 metres
- Manera d'alta precisió amb postprocés 10 cm

#### Capacitat d'accés lateral per a presa d'imatges
- Des de 15º fins a 60º per a màxim accés
- Des de 20º fins a 45° per a màximes capacitats

#### Instrument molt flexible
- Preses a dreta i esquerra
- Diferents maneres electròniques (Stripmap, ScanSAR, SpotLight i SpotLight HR) i ampli nombre de configuracions

### Prestacions de la missió
L'instrument que porta PAZ és un radar lateral d'obertura sintètica molt versàtil, que pot operar en diverses maneres i resolucions. Oferirà les següents prestacions en les seves imatges:
- Grandària: des de 100x100 km fins a 5x5 km
- Resolucions: des de 15 m fins a 1m (encara que se li incorporaran una vegada estigui a l'espai dues maneres d'imatges que li permetran que aconsegueixi una precisió de fins a 25 centímetres i en molt més terrè)[7]

## El satèl·lit
Amb un pes total estimat d'uns 1400 kg, PAZ medeix 5 metres d'altura i 2,4 metres de diàmetre.
Consta d'una plataforma o mòdul de servei i un radar d'obertura sintètica com a instrument principal.
Incorpora un experiment de Ràdio Ocultació i Precipitació Extrema, i un receptor de AIS (Identificació Automàtica de Bucs) com a instruments secundaris.

## La plataforma
Basada en la de TerraSAR i Tandem-X, la plataforma dona servei al satèl·lit PAZ dotant-li de:
- Una potència mitjana de 100 W per òrbita
- Memòria per a imatges de 256 Gb
- Capacitat de transmissió d'imatges a terra de 300 Mbits/s en banda X
- Presa de dades i transmissió d'imatges simultània

## Indústries espanyoles participants
- Airbus Defence and Space (Espanya), abans ASTRIUM i prèviament EADS CASA Espacio: contractista principal del satèl·lit.
- INDRA Sistemas: mòduls Tx/Rx.
- CRISA: unitats electròniques de l'instrument - PCU i RTU.
- RYMSA: antenes de la plataforma - Bandes S i X.
- NTE-Sener: unitat de potència de l'instrument - PSU.
- IberEspacio: equip de suport en terra de refrigeració de l'instrument.
- HV Sistemas: equips de suport en terra - simulador front-end, unitat de potència EGSE i unitat trigger.
- GMV: Centre de Control d'Operacions de vol (FOCC).
- CONCORDE: equips de suport en terra de l'instrumento radar - ICCS i programari del RF EGSE.
- Inventia: equips mecànics de suport en terra.
- Cachinero: equips mecànics de suport en terra del satèl·lit.
- LANGA: equips mecànics de suport en terra.
- ERZIA: equips de suport en terra de potència del satèl·lit - unitat de potència SCOE.
- ELATESA: elements de l'antena radar.
- INTA: assa

igs de les antenes i panells del radar.
- TTI Nord: suporti enginyeria RF.
- Universitat Politècnica de Catalunya (UPC): models matemàtics del radar.
- Universitat Politècnica de Madrid (UPM): simulacions de l'arquitectura elèctrica.
- Escola Politècnica de la Universitat d'Alcalá de Henares: assaigs de les antenes del radar.

## Galeria

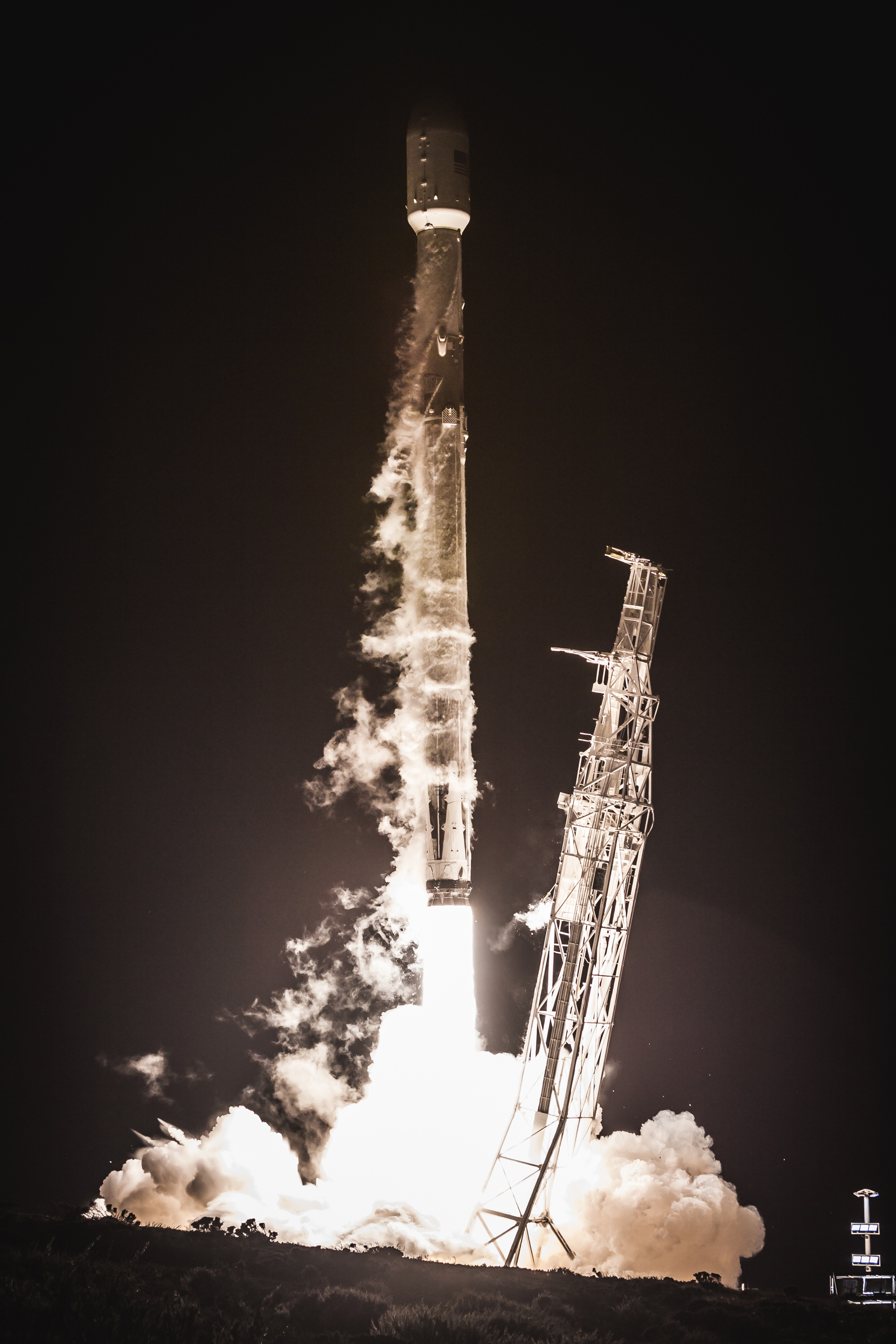
El coet Falcon 9 desenganxa des de Vandenberg amb PAZ a bord.
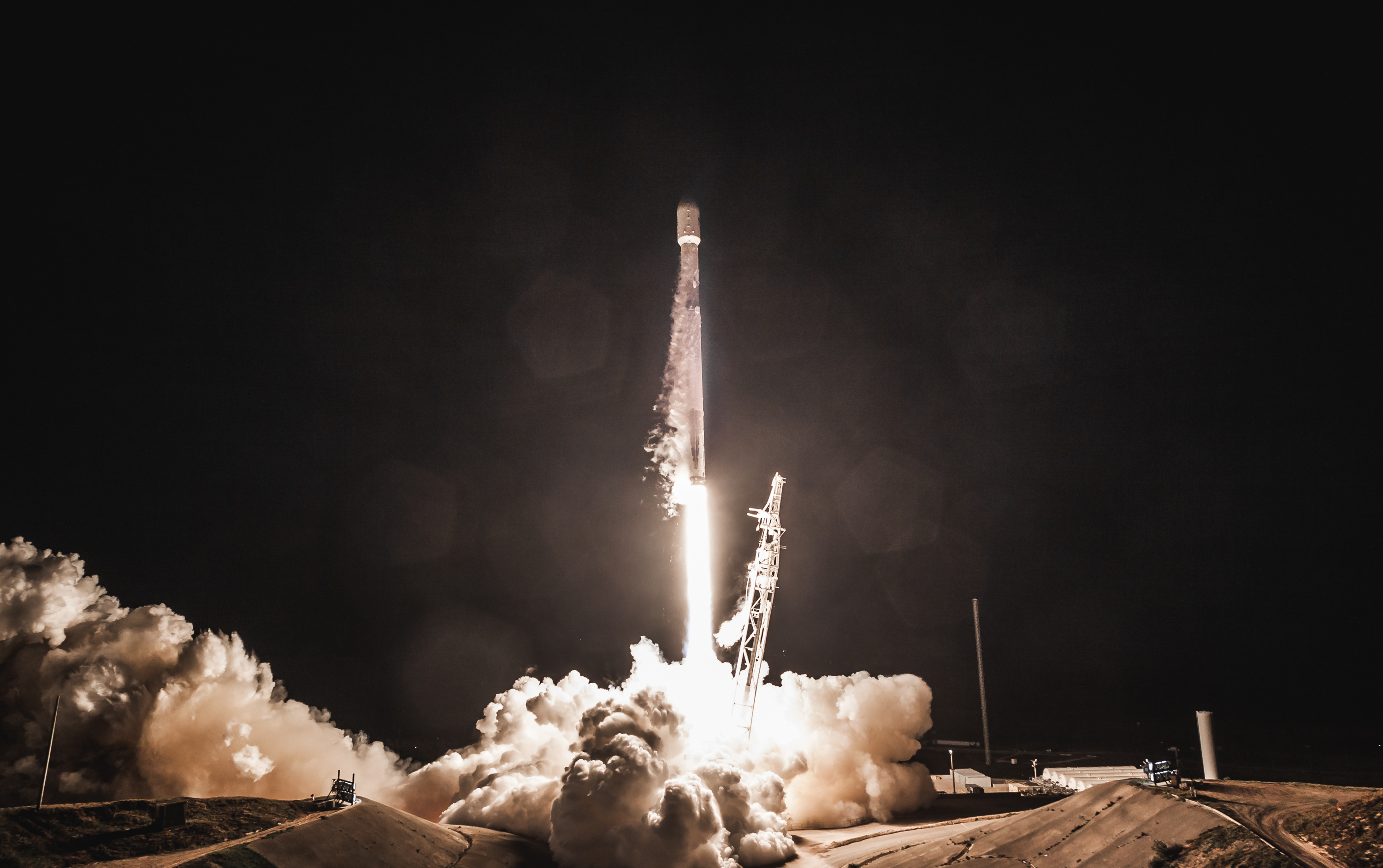
Falcon 9 desenganxant des de Vandenberg.
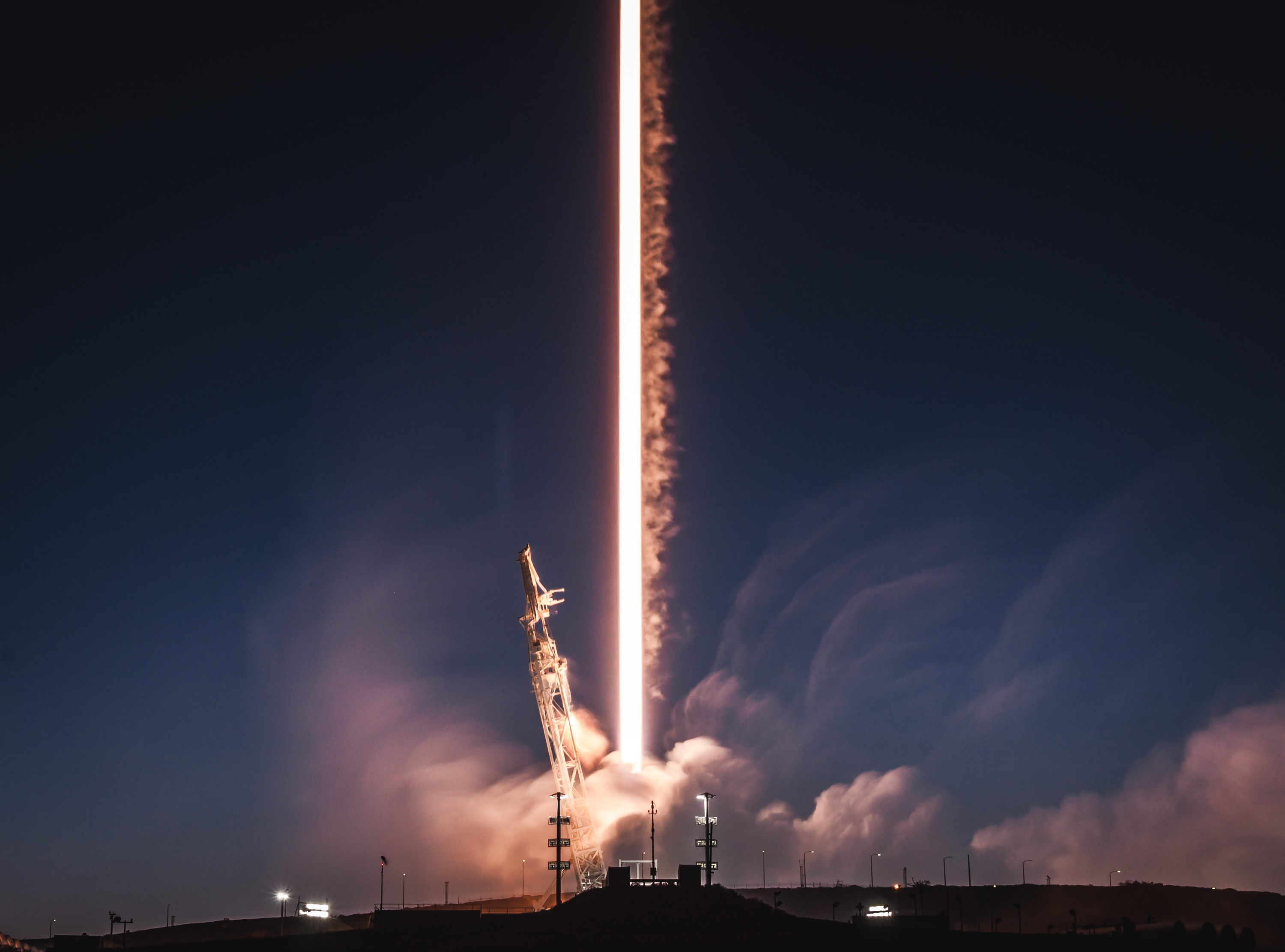
Long Exposure del llançament.
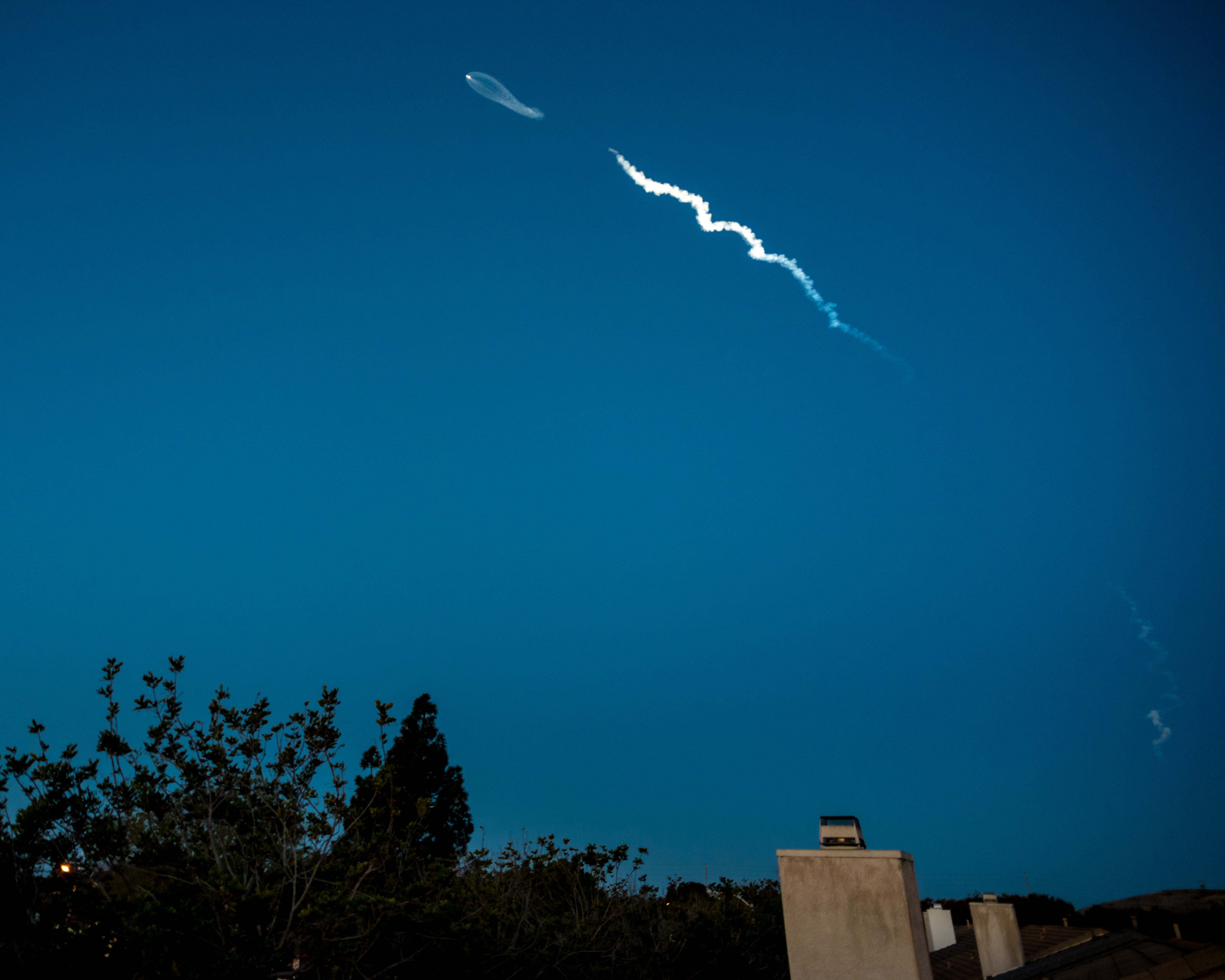
Vista del llançament des de Goleta (Califòrnia).